# Közönséges karimáspoloska
A közönséges karimáspoloska (Coreus marginatus) a rovarok (Insecta) osztályának félfedelesszárnyúak (Hemiptera) rendjébe, ezen belül a poloskák (Heteroptera) alrendjébe és a karimáspoloskák (Coreidae) családjába tartozó faj.
A Coreus rovarnem típusfaja.

## Előfordulása
A közönséges karimáspoloska elterjedési területe Európa, keleten Kis-Ázsiáig terjed. Előfordulási területén mindenütt gyakori, az egyik leggyakoribb karimáspoloskánk.

## Megjelenése
Ez a rovarfaj 1-1,5 centiméter hosszú. A címerespoloskára emlékeztet, de pajzsa kisebb, potroha pedig széles peremű. A csápok között a fej csúcsán két tüske van. Az állat barna, a potrohperem világos foltokkal tarkított.

## Életmódja
A közönséges karimáspoloska erdőszélek, rétek, kertek, nedves árkok és egyéb nyirkos helyek lakója. Tápláléka kizárólag növényi nedvek. Kedvelt tápnövényei a mezei sóska (Rumex acetosa) és egyéb lóromfajok (Rumex), valamint az aggófűfajok (Senecio).

## Képek

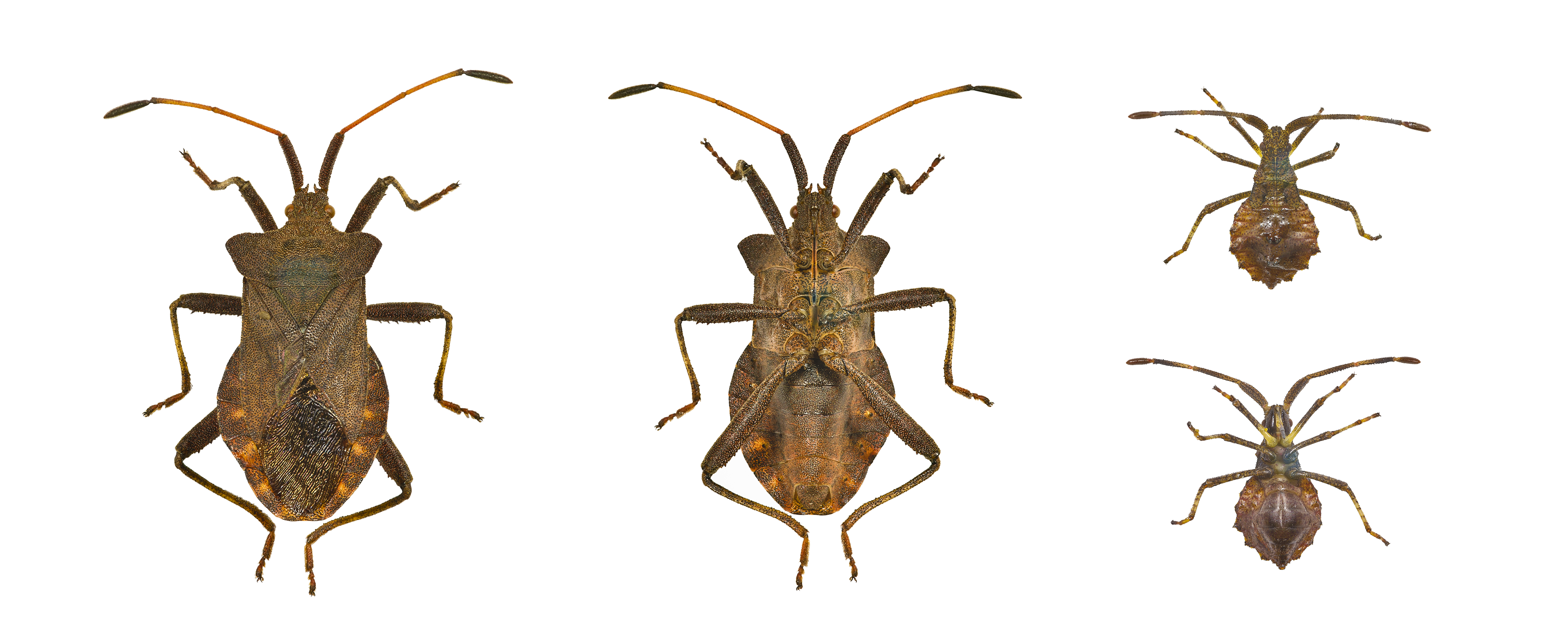
Felnőtt és fiatal példányok háti, illetve hasi részei
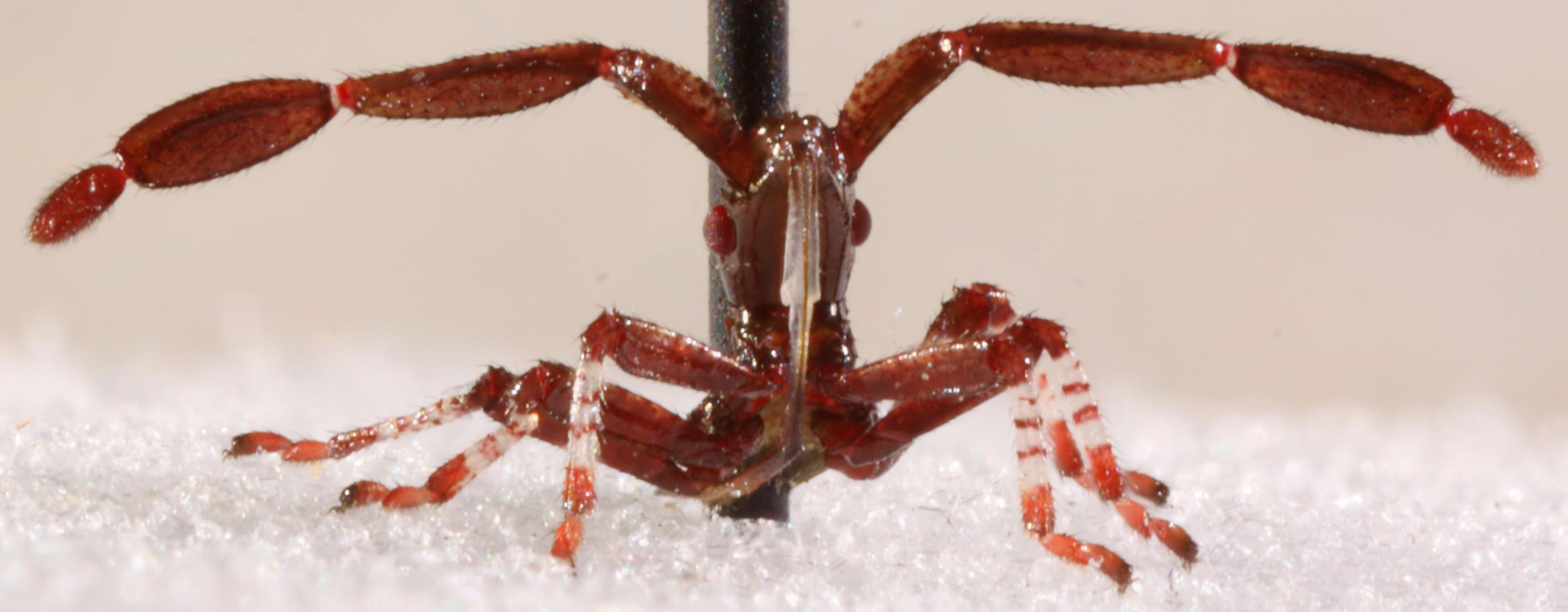
A Coreus marginatus újonnan kikelt nimfája, amely a viszonylag nagy antennákat mutatja
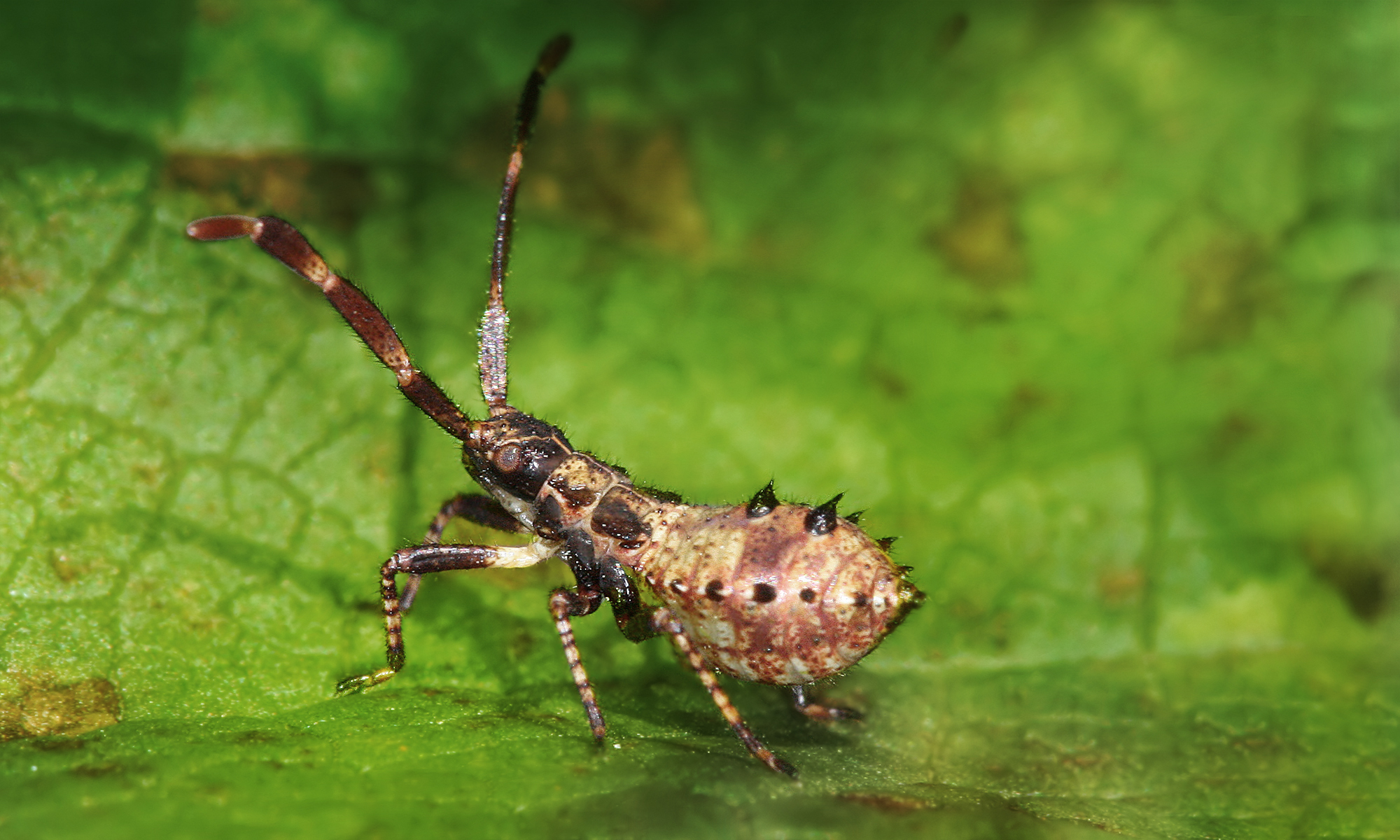
Korai stádiumú nimfája
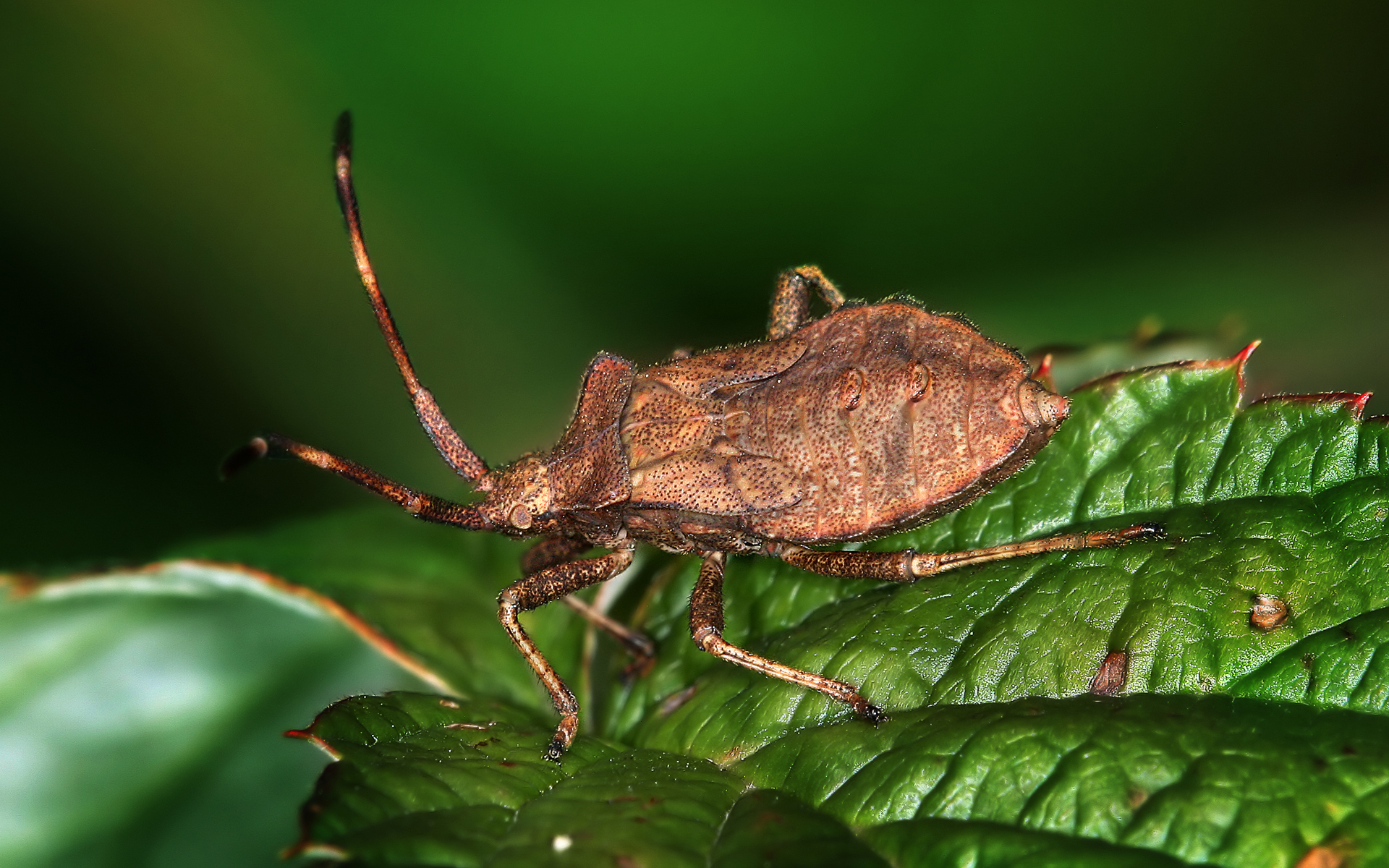
Késői stádiumú nimfája
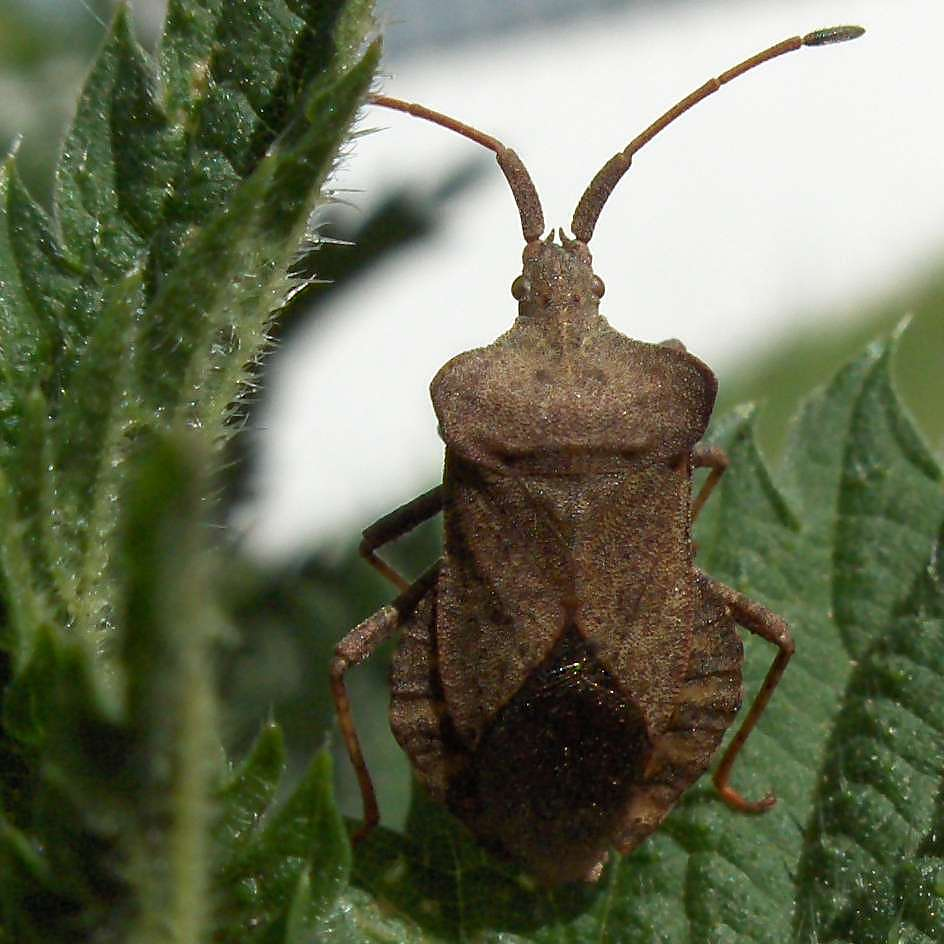
Coreus marginatus antennái között két kis kiemelkedés van, úgynevezett antennás gumók, amelyek segítségével meg lehet különböztetni ezt a fajt más, felületesen hasonló fajoktól
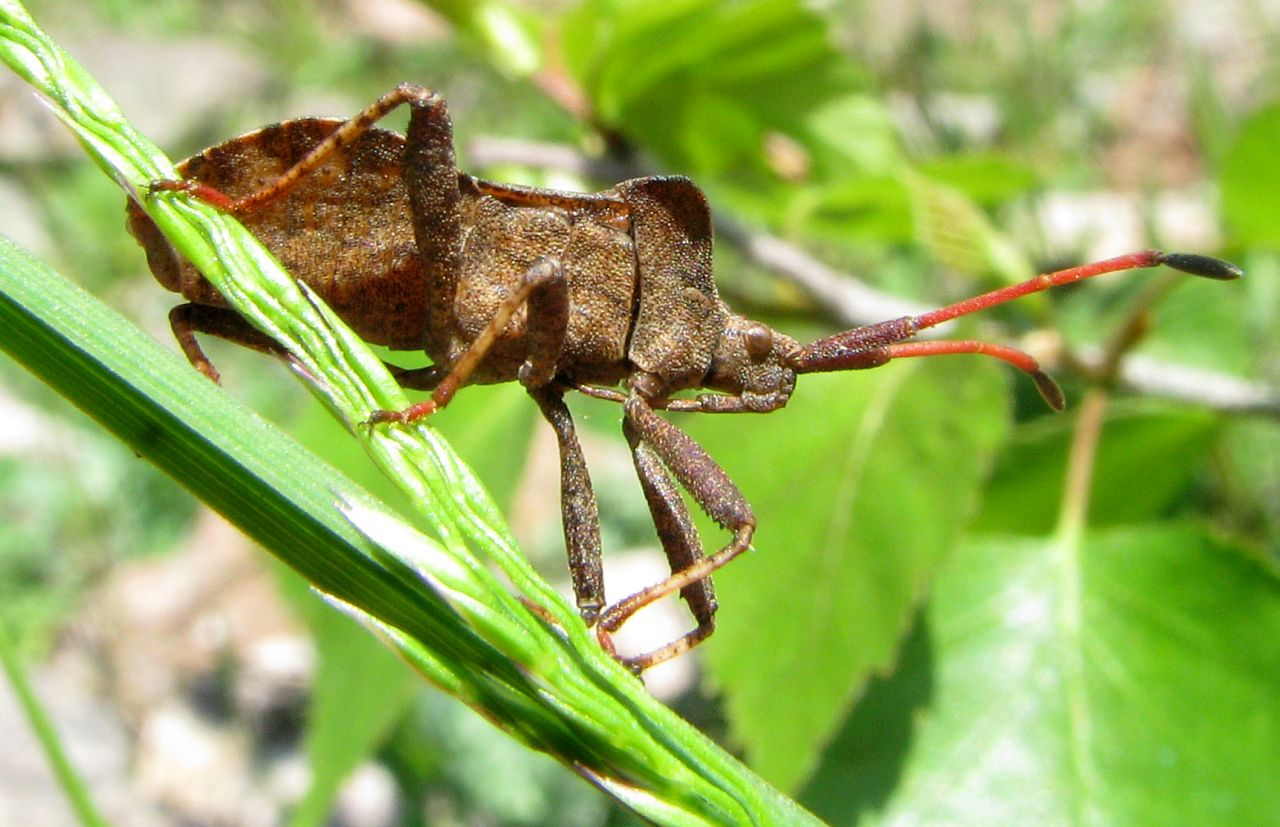
Felnőtt Coreus marginatus, amely az alsó oldalát mutatja erős szívófejjel
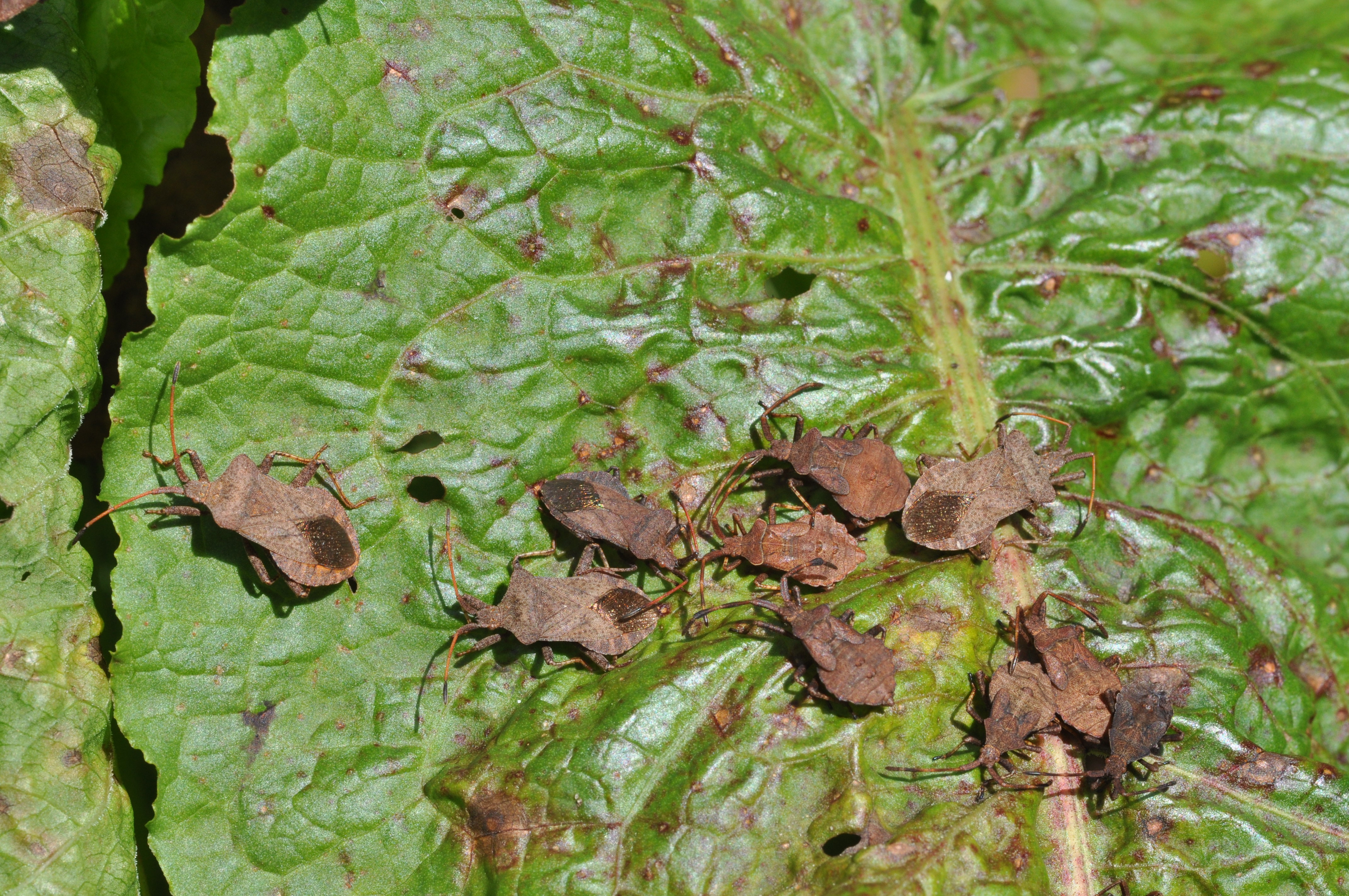
Csoportosan
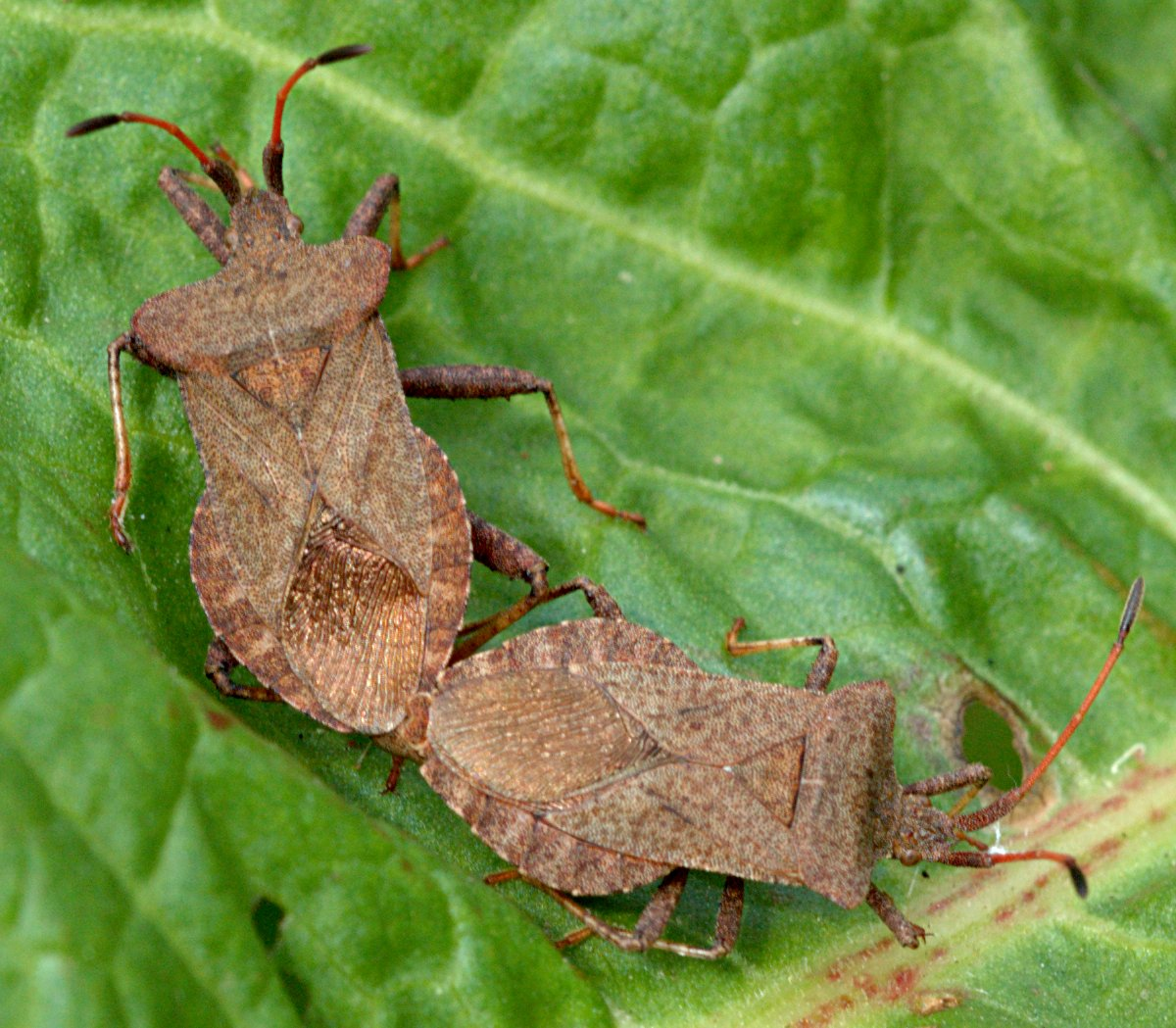
Párosodás közben